# Якаман, Густаво
Густаво Якаман Аристисабаль (исп. Gustavo Yacamán Aristizabal; родился 25 февраля 1991 года в Кали, Колумбия) — колумбийский автогонщик.

## Общая информация
Среди знакомых колумбиец имеет прозвище оцелот.
Густаво владеет английским, испанским и португальским языками

## Спортивная карьера
Густаво начал заниматься автоспортом в начале 2000-х годов, попробовав себя в национальных колумбийских картинговых сериях. Постепенно Якаман набирался опыта участия в подобных гонках и начинал участвовать во всё более престижных сериях как в Колумбии, так и в других странах. К 2006-му году Густаво убедил потенциальных инвесторов в своём незаурядном гонщицком таланте, найдя финансирование на переход в более серьёзные серии. Для начала Якаман пробует себя национальном кузовном первенстве TC 2000, а также переезжает в Испанию, где пробует силы в местных сериях на технике формульного типа: сначала в детском чемпионата Master Junior Formula, а затем и в местном первенстве Формулы-3. Постепенно изучая трассы, оттачивая гонщицкое мастерство и учась работать с инженерами Густаво достигает уровня середины пелотона по скорости и стабильности результатов, а также выигрывает пару гонок. Особых успехов, однако, добиться не удаётся, а его менеджмент не находит путей для перехода в более подготовленные команды каких-либо европейских чемпионатов на подобной технике.
Не желая пока заканчивать формульный период своей карьеры, Якаман перебирается в Северную Америку, где подписывает контракт с командой Sam Schmidt Motorsport серии IRL Indy Lights. Незнание местных трасс и новая обстановка приводят к слишком медленному прогрессу в результатах и даже выступая за одного из лидеров пелотона Густаво заканчивает чемпионат лишь на двенадцатой строчке, всего два раза за пятнадцать гонок добравшись до Top5 на финише. С командой Шмидта после этого пришлось расстаться, но личные спонсоры позволили ему задержаться в серии ещё на три сезона, что, в итоге, постепенно дало результат: колумбиец улучшал стабильность своих результатов и в 2011-м году одержал первую победу в гонках серии. Через год он долгое время стабильно держался в группе лидеров общего зачёта и завершил чемпионат на третьей строчке, переиграв среди прочих и соотечественника Себастьяна Сааведру, имевшего к тому моменту опыт стартов в IRL IndyCar. Менеджмент пытался пристроить и Якамана в эту серию, но не смог собрать достаточного спонсорского пакета.
Во второй раз оказавшись не у дел из-за проблем с финансированием колумбиец попробовал переориентировать свою карьеру на гонки спортпрототипов, договорившись с Майком Шанком о выступлениях за его команду в Rolex Sports Car Series: в 2012-м году была пролведена пробная гонка, а на сезона-2013 был подписан полноценный контракт. Густаво неплохо дополнил экипаж № 6, позволяя ему регулярно финишировать в Top10 зачёта дайтоновских прототипов.

## Статистика результатов в моторных видах спорта

### Сводная таблица
| 2006 | Master Junior Formula                               | н/д                                       | 16 | 0   | 2   | 0 | 253 | 4-й                                 |
| 2006 | Испанская Формула-3                                 | Elide Racing                              | 4  | 0   | 0   | 0 | 6   | 16-й                                |
| 2006 | TC 2000 Colombia                                    | н/д                                       | 15 | н/д | н/д | 0 | 421 | 4-й                                 |
| 2007 | Испанская Формула-3                                 | Novatec Racing                            | 15 | 0   | 0   | 1 | 47  | 8-й                                 |
| 2008 | Испанская Формула-3                                 | Escuderia TEC-Auto Emilio de Villota.com  | 16 | 0   | 0   | 1 | 56  | 9-й                                 |
| 2009 | IRL Indy Lights                                     | Sam Schmidt Motorsports                   | 14 | 0   | 0   | 0 | 269 | 12-й                                |
| 2010 | IRL Indy Lights                                     | Cape Motorsports with Wayne Taylor Racing | 13 | 0   | 0   | 0 | 293 | 10-й                                |
| 2011 | IRL Indy Lights                                     | Team Moore Racing                         | 14 | 0   | 0   | 1 | 403 | 4-й                                 |
| 2011 | 6 часов Боготы (класс Fuerza Libre 1)               | н/д                                       | 1  | 0   | 0   | 0 |     | 1-й                                 |
| 2012 | IRL Indy Lights                                     | Team Moore Racing                         | 12 | 1   | 2   | 2 | 394 | 3-й                                 |
| 2012 | 6 часов Боготы (класс Fuerza Libre más de 2.000 cc) | н/д                                       | 1  | 0   | 0   | 0 |     | 3-й                                 |
| 2012 | RSCS (класс DP)                                     | Michael Shank Racing with Curb-Agajanian  | 1  | 0   | 0   | 0 | 30  | 28-й                                |
| 2013 | TC 2000 Colombia                                    | н/д                                       | 2  | 0   | 0   | 0 | н/д | н/д                                 |
| 2013 | RSCS (класс DP)                                     | Michael Shank Racing                      | 5  | 0   | 0   | 0 | 120 | 6-й                                 |
| 2015 | 24 часа Ле-Мана (класс LMP2)                        | G-Drive Racing                            | 1  | 0   | 0   | 0 |     | 4-й (класс LMP2) 12-й (общий зачёт) |
| 2015 | FIA WEC (класс LMP2)                                | G-Drive Racing                            | 8  | 1   | 0   | 1 | 134 | 3-й                                 |

### Гонки формульного типа

#### Indy Lights
| 2009 | Schmidt       | ST1 12 | ST2 9  | LBH 9  | KAN 17 | IND 18 | MIL 4 | IOW 5 | WGL 7 | TOR 8  | EDM 16 | KTY 19 | MDO 10 | SNM 19 | -     | HMS 16 | 269 | 12-й |
| 2010 | Cape / Taylor | STP 5  | ALA 9  | LBH 14 | IND 11 | IOW 11 | WGL 8 | TOR 3 | EDM 9 | MDO 15 | SNM 4  | CHI 15 | KTY 5  | HMS 16 |       |        | 293 | 10-й |
| 2011 | Moore         | STP 14 | ALA 12 | LBH 4  | IND 15 | MIL 5  | IOW 2 | TOR 3 | ED1 5 | ED2 16 | TRO 2  | NHM 4  | BAL 1  | KTY 11 | LVS 5 |        | 401 | 4-й  |
| 2012 | Moore         | STP 6  | ALA 4  | LBH 10 | IND 4  | DET 1  | MIL 8 | IOW 2 | TOR 1 | EDM 7  | TRO 2  | BAL 2  | FON 11 |        |       |        | 394 | 3-й  |

Жирным выделен старт с поул-позиции. Курсивом — быстрейший круг в гонке.